# Nilgirimarter
De nilgirimarter (Martes gwatkinsii)  is een zoogdier uit de familie van de marterachtigen (Mustelidae). De wetenschappelijke naam van de soort werd voor het eerst geldig gepubliceerd door Horsfield in 1851.

## Voorkomen
De soort komt voor in het zuiden van India.